# Halowe Mistrzostwa Świata w Lekkoatletyce 2014 – skok wzwyż mężczyzn
Skok wzwyż mężczyzn – jedna z konkurencji rozegranych podczas 15. Halowych Mistrzostw Świata w Sopocie.

## Terminarz
| Data    | Godzina | Runda      |
| ------- | ------- | ---------- |
| 8 marca | 12:05   | Eliminacje |
| 9 marca | 16:30   | Finał      |

## Wyniki
| CR – rekord mistrzostw \| NR – rekord kraju \| AR – rekord kontynentu \| SB – najlepszy wynik w sezonie \| PB – rekord życiowy |

### Eliminacje
Do zawodów przystąpiło 17 zawodników. Aby dostać się do półfinału trzeba było zaliczyć wysokość 2,31 m (Q) lub znaleźć się w gronie 8 najlepszych zawodników, którzy się nie zakwalifikowali (q).
| Pozycja | Zawodnik             | Reprezentacja     | Wysokości | Wysokości | Wysokości | Wysokości | Rezultat | Uwagi |
| Pozycja | Zawodnik             | Reprezentacja     | 2,16      | 2,21      | 2,25      | 2,28      | Rezultat | Uwagi |
| ------- | -------------------- | ----------------- | --------- | --------- | --------- | --------- | -------- | ----- |
| 1.      | Andrij Procenko      | Ukraina           | o         | o         | o         | o         | 2,28     | q     |
| 1.      | Daniił Cypłakow      | Rosja             | o         | o         | o         | o         | 2,28     | q     |
| 3.      | Michael Mason        | Kanada            | o         | o         | xo        | o         | 2,28     | q     |
| 3.      | Mutazz Isa Barszim   | Katar             | xo        | o         | o         | o         | 2,28     | q     |
| 5.      | Zhang Guowei         | Chiny             | o         | o         | o         | xo        | 2,28     | q, SB |
| 6.      | Erik Kynard          | Stany Zjednoczone | o         | xo        | o         | xo        | 2,28     | q     |
| 7.      | Marco Fassinotti     | Włochy            | o         | o         | o         | xxx       | 2,25     | q     |
| DSQ     | Iwan Uchow           | Rosja             | o         | –         | o         | –         | 2,25     | DSQ   |
| 9.      | Mihai Donişan        | Rumunia           | o         | xo        | o         | xxx       | 2,25     |       |
| 10.     | Wang Yu              | Chiny             | o         | o         | xo        | xxx       | 2,25     | SB    |
| 11.     | Robert Grabarz       | Wielka Brytania   | xo        | xo        | xo        | xxx       | 2,25     |       |
| 12.     | Tom Parsons          | Wielka Brytania   | o         | o         | xxo       | xxx       | 2,25     |       |
| 13.     | Dusty Jonas          | Stany Zjednoczone | o         | o         | xxx       |           | 2,21     |       |
| 13.     | Muhammad Junus Idris | Sudan             | o         | o         | xxx       |           | 2,21     |       |
| 15.     | Ryan Ingraham        | Bahamy            | o         | xxo       | xxx       |           | 2,21     |       |
| 16 !    | Donald Thomas        | Bahamy            | xxx       |           |           |           | NM       |       |
| 17 !    | Arturo Chávez        | Peru              | xxx       |           |           |           | NM       |       |

### Finał
| Poz. | Zawodnik           | Reprezentacja     | Wysokości | Wysokości | Wysokości | Wysokości | Wysokości | Wysokości | Wysokości | Wysokości | Rezultat | Uwagi |
| Poz. | Zawodnik           | Reprezentacja     | 2,20      | 2,25      | 2,29      | 2,32      | 2,34      | 2,36      | 2,38      | 2,40      | Rezultat | Uwagi |
| ---- | ------------------ | ----------------- | --------- | --------- | --------- | --------- | --------- | --------- | --------- | --------- | -------- | ----- |
| 1.   | Mutazz Isa Barszim | Katar             | o         | o         | o         | o         | o         | o         | o         | xxx       | 2,38     | AR    |
| 2.   | Andrij Procenko    | Ukraina           | o         | o         | o         | xxo       | x-        | o         | xxx       |           | 2,36     | PB    |
| 3.   | Erik Kynard        | Stany Zjednoczone | o         | o         | o         | xo        | o         | x-        | xx        |           | 2,34     | SB    |
| 4.   | Daniił Cypłakow    | Rosja             | o         | o         | o         | xo        | x-        | xx        |           |           | 2,32     |       |
| 5.   | Marco Fassinotti   | Włochy            | o         | o         | o         | xxx       |           |           |           |           | 2,29     |       |
| 6.   | Zhang Guowei       | Chiny             | xo        | xxo       | xo        | xxx       |           |           |           |           | 2,29     | SB    |
| 7.   | Michael Mason      | Kanada            | o         | o         | xxx       |           |           |           |           |           | 2,25     |       |
| DSQ  | Iwan Uchow         | Rosja             | o         | –         | o         | –         | o         | –         | xxo       | xxx       | 2,38     | DSQ   |